# Protocol Independent Multicast

PIM dient der Abwicklung von Multicast-Kommunikation, dessen Adressierungsart in der Grafik schematisch dargestellt ist (Abgrenzung zu anderen Adressierungsformen siehe Multicast).

Protocol Independent Multicast (PIM) ist ein Verfahren in der Netzwerktechnik, das dynamisches Routing von Multicast-Paketen im Internet ermöglicht. Anders als traditionelle Verfahren wie DVMRP oder MOSPF nutzt PIM die Routinginformationen des im Router aktiven Unicast-Routing-Protokolls mit und funktioniert unabhängig von dessen konkreter Ausprägung (z. B. OSPF, IS-IS, RIP). Damit ist es auch bei heterogener Netz-Infrastruktur einsetzbar und unterstützt sowohl Szenarien mit geringer Teilnehmerdichte bzw. stark verstreuten Teilnehmern (d. h. Mitgliedern einer Multicast-Gruppe) als auch Szenarien mit einer hohen (d. h. stark konzentrierten) Teilnehmerdichte. PIM stellt daher die zwei Funktionsmodi Sparse-Mode (geringe Teilnehmerdichte, verstreute Teilnehmer) und Dense-Mode (hohe Teilnehmerdichte) bereit sowie einen Modus (BIDIR-PIM), der für bidirektionalen Datenfluss optimiert ist.

## Dense-Mode
Im so genannten Dense-Mode erzeugt die Weiterleitung eines Multicast-Pakets einen Broadcast an sämtliche benachbarten PIM-Router. Um kreisende Pakete hierbei zu vermeiden, wird Reverse Path Forwarding eingesetzt, so dass ein Multicast-Paket nur geflutet wird, wenn dessen Eingangsnetzwerkschnittstelle auf dem – aus Sicht des Unicast-Routingprotokolls – kürzesten Pfad in Richtung der Quelle (IP-Absenderadresse) liegt. Daraufhin melden sich die Router vom Multicast-Verteilbaum ab, in deren Teilnetzen es keine Teilnehmer für diese Multicast-Gruppe gibt (sogenanntes Pruning, d. h. Zurückschneiden des Multicast-Verteilbaums). Werden Gruppenmitglieder aktiv, können Router sich auch aktiv wieder in den Verteilbaum eingliedern (sogenanntes Grafting), andernfalls wird erneut periodisch geflutet, d. h. sobald der Pruning-Zustand beim Vorgänger-Router abgelaufen ist. Der Dense-Mode ist daher nur für Netze mit hoher Teilnehmerdichte geeignet, da in diesem Fall die Pakete aufgrund der dichten Gruppenstruktur sowieso an jede ausgehende Netzwerkschnittstelle repliziert, d. h. geflutet, werden müssen. Durch das periodische Fluten von PIM-DM entsteht daher kein nennenswerter Zusatzaufwand.

## Sparse-Mode
Für Netze mit geringer Teilnehmerdichte oder großer Streuung der Teilnehmer über verschiedene Teilnetze wird der Sparse-Mode eingesetzt. Dieser beinhaltet die Vereinbarung eines Rendezvous-Punkt-Routers, der Multicast-Veröffentlichungen entgegennimmt. Andere Router können bei diesem Rendezvous-Punkt anfragen, ob Multicasts für entsprechende Interessengruppen eingegangen sind. Ist dies der Fall, vermittelt der Rendezvous-Punkt zwischen dem Absender des Multicasts und dem Router, in dessen Teilnetz sich ein interessierter Teilnehmer befindet, eine Verbindung. Dieser Modus verursacht auf den Netzwerkteilstrecken im Downstream des Rendezvous-Punkts eine enorme Last. Durch die Verwendung von Switchover-SPT (Shortest Path Tree oder Minimum Spanning Tree) kann ein Last-Hop-Router nach dem ersten empfangenen Paket eine direkte Verbindung zum Multicast-Sender aufbauen und somit das Netzwerk entlasten, da nun die Netzwerkteilstrecke mit den geringsten Kosten verwendet wird.

## Alternativen
- Distance Vector Multicast Routing Protocol
- IEEE 802.1aq – Shortest Path Bridging (SPB)